# Remollon
Remollon é uma comuna francesa na região administrativa da Provença-Alpes-Costa Azul, no departamento de Altos-Alpes. Estende-se por uma área de 6,45 km². Em 2010 a comuna tinha 456 habitantes (densidade: 70,7 hab./km²).